# Lutreolina massoia
La zarigüeya de cola gruesa yungueña o de Massoia, también llamada comadreja colorada yungueña o de Massoia (Lutreolina massoia) es una especie de marsupial exclusivo de las selvas de montaña del centro-oeste de Sudamérica.

## Distribución y hábitat
Es una especie endémica de la ecorregión terrestre yungas andinas australes, un ecosistema de selvas de montaña que se distribuye en el centro y centro-sur de Bolivia y el noroeste de la Argentina. Podría poseer esta especie un límite septentrional a menor latitud ya que ejemplares de este género fueron capturados en áreas peruanas fronterizas con el noroeste de Bolivia.
La otra especie viviente del género (L. crassicaudata) habita en pastizales próximos al agua, en altitudes bajas, y al norte y este del subcontinente. Las más próximas a la especie yungueña se encuentran a cientos de kilómetros, ya que entre ambas se interponen ambientes propios del chaco occidental (semiárido), en el cual no habita ninguna especie de Lutreolina. L. massoia es morfológicamente distinta de L. crassicaudata en lo que respecta a su tamaño y forma, presentando también diferencias apreciables en el cráneo y la dentición.

## Costumbres
Es un animal nocturno, que viven en proximidades del agua en selvas de montaña. Nada muy bien y también puede trepar. Se alimenta de pequeños mamíferos, aves y sus nidos, anfibios, peces moluscos, e insectos. Las poblaciones que habitan en la ladera oriental de los Andes del sur de Bolivia alcanzan altitudes de hasta 2000 m s. n. m..

## Taxonomía
Esta especie fue descrita originalmente en el año 2014 por los zoólogos Juan A. Martínez-Lanfranco, David Flores, Jorge Pablo Jayat y Guillermo D'Elía.
Etimología
Etimológicamente, el nombre específico massoia es un epónimo que refiere al apellido del mastozoólogo argentino Elio Massoia, como un homenaje a ese científico ya fallecido quien dedicó su vida al estudio de los mamíferos sudamericanos.
Ejemplar tipo
El holotipo fue catalogado con el código internacional: "MACN 25333". Se encuentra depositado en las colecciones del Museo Argentino de Ciencias Naturales Bernardino Rivadavia (MACN), ubicado en la ciudad de Buenos Aires.
Historia taxonómica
Tradicionalmente se definía a Lutreolina como un género monotípico, con Lutreolina crassicaudata como su única especie viviente. Pero en el año 2014 se dio a conocer el resultado de la revisión taxonómica más importante que se había efectuado al género. En la misma se evaluaron las características morfológicas de 262 ejemplares. De 22 especímenes —colectados en 18 localidades de la Argentina, Bolivia, Brasil, Paraguay y Uruguay— se analizaron las muestras de ADN mitocondrial empleando las secuencias moleculares del gen que codifica el citocromo b. Encontraron que las poblaciones australes de Lutreolina tienen una fuerte estructuración filogeográfica, conformando 2 grupos recíprocamente monofiléticos, con una divergencia entre ambos grupos de 2,7 % teniendo cada grupo una importante uniformidad con mínima intravariación. Esto era correspondiente a un escenario de una especie plena por cada grupo. Al pertenecer el ejemplar tipo de Lutreolina crassicaudata al grupo oriental, debía asignársele un nombre específico a las poblaciones del grupo occidental, y al no contarse en la sinonimia con ninguno, fue bautizado con un término nuevo: L. massoia.